# Ruth Kobart
Ruth Kobart (Des Moines, 24 aprile 1924 – San Francisco, 14 dicembre 2002) è stata un'attrice statunitense.
Ruth Kobart ha lavorato in teatro, prendendo parte a molte commedie andate in scena a Broadway, e successivamente in televisione e al cinema. Tra le sue interpretazioni più famose vanno ricordati i ruoli in Come far carriera senza lavorare, prima in teatro e, sei anni dopo, al cinema, Sister Act - Una svitata in abito da suora e l'Ispettore Callaghan: il caso Scorpio è tuo!.
È morta nel 2002, a 78 anni per un cancro al pancreas.

## Filmografia parziale

### Cinema
- Come far carriera senza lavorare (How to Succeed in Business Without Really Trying), regia di David Swift (1967)
- Ispettore Callaghan: il caso Scorpio è tuo! (Dirty Harry), regia di Don Siegel (1971)
- Sister Act - Una svitata in abito da suora (Sister Act), regia di Emile Ardolino (1992)
- Sister Act 2 - Più svitata che mai (Sister Act 2: Back in the Habit), regia di Bill Duke (1993)

### Televisione
- Le strade di San Francisco (The Streets of San Francisco) – serie TV, episodio 1x11 (1972)
- Acting Sheriff – film TV (1991)
- Bob – serie TV, 25 episodi (1992-1993)
- Murphy Brown – serie TV, 1 episodio (1995)